# Breakthrough (Roman)
Breakthrough (wörtlich „Durchbruch“) ist der 1976 erschienene Erstlingsroman des US-amerikanischen Autors Ken Grimwood, der später mit dem 1988 erschienenen Buch Replay (deutsch: Replay – Das zweite Spiel) bekannt wurde. Eine deutsche Übersetzung von Breakthrough liegt nicht vor; auch das Original ist mittlerweile vergriffen.
Zur Vorbereitung des Romans recherchierte Grimwood ein Jahr lang das Thema Hirnforschung an der medizinischen Bibliothek der Universität von London.

## Inhaltsangabe

### Experimente am Gehirn
Seit ihrem dreizehnten Lebensjahr kämpft die Amerikanerin Elizabeth Austin (geborene Chandler) gegen ihre Epilepsie; eine medikamentöse Behandlung schlägt bei ihr – vor allen Dingen wegen der vielen Nebenwirkungen – nicht an. In ihrer Verzweiflung lässt sie sich auf ein Experiment eines Dr. Garrick ein, der sie mithilfe elektrischer Stimuli kurieren will. Elizabeth wird ein Chip implantiert, der mit einer Fernsteuerung die Zone in ihrem Gehirn stimuliert, welche die Verkrampfungen auslöst. Das Experiment ist ein voller Erfolg, Elizabeth ist geheilt.

In ihrer Dankbarkeit fühlt sie sich dem Arzt verpflichtet, der sie zu einer weiteren Experimentreihe überreden kann. Er ist überzeugt davon, dass den bislang noch nicht erforschten „stillen Zonen“ des Gehirns wichtige Funktionen zukommen. Dort pflanzt er weitere Chips ein und stimuliert sie. In den allermeisten Fällen passiert nichts; einmal trifft er ein Angstzentrum und löst eine Panikattacke aus. Chip 12 aber reagiert auf unerwartete Weise: Elizabeth hat äußerst lebhafte Halluzinationen von einer Mitte des 19. Jahrhunderts in der Nähe von London lebenden Frau namens Jenny Curran. Während die Ärzte dies als Unsinn abtun, ist Elizabeth überzeugt, dass es diese Jenny gibt oder gab – ist Elizabeth möglicherweise eine Reinkarnation von Jenny? Erinnert sie sich an ein früheres Leben? Denn ihre „Halluzinationen“ verlaufen chronologisch zu Jennys Leben …

### Zwei Realitäten
Elizabeth verspricht, ihre Erlebnisse für sich zu behalten, um Garricks Forschungen nicht zu unterminieren, lässt sich aber auf ihrer Fernbedienung neben dem Steuerknopf für ihre Epilepsie auch einen Knopf für Chip 12 installieren. Von nun an verliert sie sich immer mehr in Jennys Welt, was darin gipfelt, dass sie sich in deren Ehemann Philipp verliebt. Die Sucht steigt: Immer häufiger ist das Gerät eingeschaltet, sodass Elizabeth gelegentlich zweigleisig lebt und sich die Bilder in ihrem Kopf überlappen.
Die Wende tritt ein, als Elizabeth herausfinden muss, dass Jenny den Mord an ihrem Mann Philipp plant, denn Jenny stammt aus der Gosse und will über den reichen Philipp nur an Geld gelangen. Verzweifelt versucht Elizabeth, Einfluss auf Jennys Handlungen zu nehmen. Es gelingt ihr, Jennys Hand zu bewegen, dann mehr … bis sie plötzlich bei Jenny einen epileptischen Anfall auslöst. Sie zieht sich zurück, übt aber immer mehr, um im entscheidenden Moment den Mord verhindern zu können.

### Ein Mord und seine Folgen
Dann aber geht alles viel zu schnell. Elizabeth kann Jenny zwar dazu zwingen, ihre Pistole fallen zu lassen, doch dann übernimmt Jenny und ersticht Philipp stattdessen. Daraufhin verfällt Elizabeth in eine tiefe Ohnmacht, sodass Dr. Garrick im Krankenhaus die Funkverbindung zu Chip 12 trennt. Als Elizabeth wieder zu sich kommt, ist sie besessen davon herauszufinden, wie es Jenny erging und ob sie mit dem irren Verbrechen tatsächlich durchgekommen ist. Doch Dr. Garrick weigert sich strikt, ihr erneut eine Fernbedienung für Chip 12 zur Verfügung zu stellen.
Doch Elizabeth kann einen Blick in ihre Akte werfen und schreibt die genaue Frequenz und Wattangabe für Chip 12 ab. Unter dem Vorwand, eine neue Fernbedienung für ein Garagentor zu benötigen, gibt sie diese bei einem Mechaniker in Auftrag. Für den ist das ein Kinderspiel, doch er bessert einen Fehler aus, den Elizabeth offensichtlich gemacht hat: Mit nur 8 Watt würde das Gerät freilich nicht funktionieren – er stellt es mit 80 Watt her.
Als Elizabeth das Gerät daraufhin einschaltet, wird sie mit aller Gewalt und komplett in Jennys Körper katapultiert – genau in dem Moment, als man sie zu ihrer Hinrichtung auf dem Schafott führt. Elizabeth wehrt sich, will in ihren Körper zurück, doch natürlich glaubt ihr keiner, dass sie nicht Jenny Curran ist. Und plötzlich ist auch Jenny wieder da, beide sind in ihrem Körper vereint, als sich die Falltür öffnet und sie zusammen qualvoll ersticken müssen.
Auf der letzten Seite des Buches scheint es, als komme Elizabeth nach ihrem Tod wieder in ihrer Küche zu sich. Sie macht die Fernbedienung aus und stellt fest, dass ihr Chip nicht mehr darauf reagiert. Doch es ist nicht Elizabeth, die sich vom Boden aufrappelt, es ist Jenny.